# 米凯尔·斯文森
米凯尔·斯文森（Michael Svensson，1975年11月25日—），瑞典足球運動員，司職後衛，是前瑞典國家足球隊成員。
斯文森擁有綽號，因他攔截狠辣，制空力強。他與球員龍迪雲所組成的防線，乃修咸頓重要的一員。根據隊友龍迪雲所說﹐布歷治、斯文森、龍迪雲、杜特以及龍門尼美組成的防線是十多年來最強的陣容。但其後受傷患困擾加上布歷治轉會車路士、杜特退休以及尼美與龍迪雲在季初長期受傷，他在04-05球季的缺陣影響尤甚，令修咸頓中路大開，間接令球隊降班。他於05-06球季曾經於預備組曾經短暫上陣一場﹐再經過三年的養傷﹐重新簽約﹐於08-09球季以三十二歲之齡擔任球隊的隊長。
國家隊方面則於1999年首次代表國家隊對陣奧地利。隨瑞典國家隊出征韓日世界杯，但沒有獲得出場機會，而他目前為咸史達斯助教。

## 效力球會
- IFK瓦那摩(1995-1998)
- 哈尔姆斯塔德(1998-2001)
- 特魯瓦(2001-2002)
- 南安普顿(2002-2007)(2008-)

## 榮譽
哈尔姆斯塔德
- 瑞典足球超級聯賽冠軍：2000年

南安普顿
- 英格蘭足總盃亞軍：2003年

## 外部連結
- soccerbase米高·史雲遜數據